# CONCACAF Gold Cup 1993
La CONCACAF Gold Cup 1993 è stata la 12ª edizione (la 2ª con la formula attuale) di questo torneo di calcio continentale per squadre nazionali maggiori maschili organizzato dalla CONCACAF.
Il torneo fu organizzato congiuntamente dagli Stati Uniti d'America e dal Messico e si svolse dal 10 luglio al 23 luglio 1993. Le otto squadre partecipanti furono divise in due gironi da quattro; le prime due di ogni girone passavano in semifinale. La finale si disputò tra i due paesi organizzatori e vide prevalere per 4-0 il Messico, alla conquista del suo quarto titolo.

## Formula
- Qualificazioni

30 membri CONCACAF: 8 posti disponibili per la fase finale. Stati Uniti e Messico (come paesi ospitanti) sono qualificati direttamente alla fase finale. Rimangono 28 squadre per sei posti disponibili per la fase finale. Le squadre e i posti disponibili sono suddivisi in tre zone di qualificazione: Nord America (1 posti), Centro America (3 posti), Caraibi (2 posti).
Zona Nord America - 1 squadra, si qualifica di diritto alla fase finale.
Zona Centro America- 5 squadre, partecipano alla Coppa delle nazioni UNCAF 1993, le prime tre classificate si qualificano alla fase finale.
Zona Caraibi - 22 squadre, partecipano alla Coppa dei Caraibi 1993, le due finaliste si qualificano alla fase finale.
- Fase finale

Fase a gruppi - 8 squadre, divise in due gruppi da quattro squadre. Giocano partite di sola andata, le prime due classificate accedono alle semifinali.
Fase a eliminazione diretta - 4 squadre, giocano partite di sola andata. La vincente si laurea campione CONCACAF e si qualifica alla FIFA Confederations Cup 1995.

## Squadre partecipanti
| Pr. | Squadra     | Data di qualificazione certa | Partecipante in quanto                               | Partecipazioni precedenti al torneo                      | Ultima presenza  |
| --- | ----------- | ---------------------------- | ---------------------------------------------------- | -------------------------------------------------------- | ---------------- |
| 1   | Stati Uniti | -                            | Rappresentativa della nazione ospitante              | 3 (1985, 1989, 1991)                                     | Stati Uniti 1991 |
| 2   | Messico     | -                            | Rappresentativa della nazione ospitante              | 9 (1963, 1965, 1967, 1969, 1971, 1973, 1977, 1981, 1991) | Stati Uniti 1991 |
| 3   | Canada      | -                            | Qualificata di diritto                               | 4 (1977, 1981, 1985, 1991)                               | Stati Uniti 1991 |
| 4   | Honduras    | 7 marzo 1993                 | 1ª classificata della Coppa delle nazioni UNCAF 1993 | 7 (1963, 1967, 1971, 1973, 1981, 1985, 1991)             | Stati Uniti 1991 |
| 5   | Costa Rica  | 9 marzo 1993                 | 2ª classificata della Coppa delle nazioni UNCAF 1993 | 7 (1963, 1965, 1969, 1971, 1985, 1989, 1991)             | Stati Uniti 1991 |
| 6   | Panama      | 9 marzo 1993                 | 3ª classificata della Coppa delle nazioni UNCAF 1993 | 1 (1963)                                                 | El Salvador 1963 |
| 7   | Martinica   | 28 maggio 1993               | 1ª classificata della Coppa dei Caraibi 1993         | -                                                        | Esordiente       |
| 8   | Giamaica    | 28 maggio 1993               | 2ª classificata della Coppa dei Caraibi 1993         | 3 (1963, 1969, 1991)                                     | Stati Uniti 1991 |

Nella sezione "partecipazioni precedenti al torneo", le date in grassetto indicano che la nazione ha vinto quella edizione del torneo, mentre le date in corsivo indicano la nazione ospitante.

## Stadi
| Messico           | Messico           | Stati Uniti | Stati Uniti      |
| ----------------- | ----------------- | ----------- | ---------------- |
| Città del Messico | Città del Messico | Dallas      | Dallas           |
| Stadio Azteca     | Città del Messico | Dallas      | Cotton Bowl      |
| Capienza: 105.000 | Città del Messico | Dallas      | Capienza: 71.615 |
|                   | Città del Messico | Dallas      |                  |

## Fase finale

### Fase a gruppi

#### Gruppo A

##### Classifica
| Pos | Squadra     | P.ti | G | V | N | P | GF | GS | DR |
| --- | ----------- | ---- | - | - | - | - | -- | -- | -- |
| 1   | Stati Uniti | 6    | 3 | 3 | 0 | 0 | 4  | 1  | +3 |
| 2   | Giamaica    | 3    | 3 | 1 | 1 | 1 | 4  | 3  | +1 |
| 3   | Honduras    | 2    | 3 | 1 | 0 | 2 | 6  | 5  | +1 |
| 4   | Panama      | 1    | 3 | 0 | 1 | 2 | 3  | 8  | -5 |

##### Risultati
| Arbitro: | Badilla |

|                                                          |           |           |
| Gayle 25’ Bennett 51’, 69’ (rig.), 83’ Pineda Chacón 54’ | Marcatori | 30’ Julio |

| Arbitro: | Ulloa Morera |

|             |           |  |
| Wynalda 67’ | Marcatori |  |

| Arbitro: | Brizio Carter |

|                                |           |                    |
| Jarrett 28’ Davis 48’ Boyd 78’ | Marcatori | 18’ (pen.) Bennett |

| Arbitro: | Parisius |

|                        |           |             |
| Wynalda 69’ Dooley 74’ | Marcatori | 33’ Piggott |

| Arbitro: | Marrufo |

|           |           |                            |
| Davis 76’ | Marcatori | 50’ (rig.) Mendieta Ocampo |

| Arbitro: | Sawtell |

|           |           |  |
| Lalas 29’ | Marcatori |  |

#### Gruppo B

##### Classifica
| Pos | Squadra    | P.ti | G | V | N | P | GF | GS | DR  |
| --- | ---------- | ---- | - | - | - | - | -- | -- | --- |
| 1   | Messico    | 5    | 3 | 2 | 1 | 0 | 18 | 1  | +17 |
| 2   | Costa Rica | 4    | 3 | 1 | 2 | 0 | 5  | 3  | +2  |
| 3   | Canada     | 2    | 3 | 0 | 2 | 1 | 3  | 11 | -8  |
| 4   | Martinica  | 1    | 3 | 0 | 1 | 2 | 3  | 14 | -11 |

##### Risultati
| Arbitro: | Forde |

|             |           |           |
| Dasovic 43’ | Marcatori | 82’ Myers |

| Arbitro: | Alvarado |

|                                                                        |           |  |
| Zague 11’, 21’, 29’, 54’, 76’, 84’, 90’ R. Ramírez 40’ Hernández 90+1’ | Marcatori |  |

| Arbitro: | Sabillón |

|                        |           |                           |
| Aunger 25’ Bunbury 43’ | Marcatori | 53’ Gertrude 86’ Fondelot |

| Arbitro: | Ramdhan |

|                          |           |             |
| Delgado Prado 74’ (aut.) | Marcatori | 30’ Cayasso |

| Arbitro: | Jay |

|                            |           |                   |
| Myers 28’ Cayasso 69’, 87’ | Marcatori | 59’ (rig.) Tinmar |

| Arbitro: | Domínguez |

|                                                                  |           |  |
| Rodríguez 4’, 67’ Mora 24’, 30’ Alves 32’, 34’ Salvador 83’, 88’ | Marcatori |  |

### Fase a eliminazione diretta

#### Tabellone
|  | Semifinali            | Semifinali            | Semifinali |         |             | Finale          | Finale          | Finale          |  |
|  |                       |                       |            |         |             |                 |                 |                 |  |
|  | 1B. Messico           | 1B. Messico           | 6          |         |             |                 |                 |                 |  |
|  | 1B. Messico           | 1B. Messico           | 6          |         |             |                 |                 |                 |  |
|  | 2A. Giamaica          | 2A. Giamaica          | 1          |         |             |                 |                 |                 |  |
|  | 2A. Giamaica          | 2A. Giamaica          | 1          |         | Stati Uniti | Stati Uniti     | 0               |                 |  |
|  |                       |                       |            |         | Stati Uniti | Stati Uniti     | 0               |                 |  |
|  |                       |                       | Messico    | Messico | 4           |                 |                 |                 |  |
|  | 1A. Stati Uniti (dts) | 1A. Stati Uniti (dts) | Messico    | Messico | 4           | 1               |                 |                 |  |
|  | 1A. Stati Uniti (dts) | 1A. Stati Uniti (dts) |            |         |             | 1               |                 |                 |  |
|  | 2B. Costa Rica        | 2B. Costa Rica        | 0          |         |             | Finale 3º posto | Finale 3º posto | Finale 3º posto |  |
|  | 2B. Costa Rica        | 2B. Costa Rica        | 0          |         |             |                 |                 |                 |  |
|  |                       |                       |            |         |             |                 |                 |                 |  |
|  |                       |                       |            |         |             | Costa Rica      | Costa Rica      | 1               |  |
|  |                       |                       |            |         |             | Costa Rica      | Costa Rica      | 1               |  |
|  |                       |                       |            |         |             | Giamaica        | Giamaica        | 1               |  |

#### Semifinali
| Arbitro: | Ramdhan |

|              |           |  |
| Kooiman 103’ | Marcatori |  |

| Arbitro: | Escobar |

|                                                     |           |            |
| Salvador 9’, 18’, 34’ Mora 14’ Alves 50’ Ambriz 55’ | Marcatori | 17’ Wright |

#### Finale per il 3º posto
| Arbitro: | Forde |

|             |           |            |
| Guthrie 10’ | Marcatori | Jarret 89’ |

#### Finale
| Arbitro: | Sawtell |

|                                                        |           |  |
| Ambríz 11’ Armstrong 31’ (aut.) Zaguinho 69’ Cantú 79’ | Marcatori |  |

## Statistiche

### Classifica marcatori
11 gol
- Zaguinho

5 gol
- Luis Miguel Salvador

4 gol
- Eduardo Bennett

3 gol
- Juan Arnoldo Cayasso
- Octavio Mora

2 reti
- Roy Myers
- Paul Davis
- Devon Jarrett
- Ignacio Ambríz
- Jorge Rodríguez
- Eric Wynalda

1 rete
- Geoff Aunger
- Alex Bunbury
- Nick Dasovic
- Floyd Guthrie
- Giovanni Gayle
- Álex Pineda Chacón
- Walter Boyd
- Hector Wright
- Thierry Fondelot
- Georges Gertrude
- Thierry Tinmar
- Guillermo Cantú
- Juan Hernández
- Ramón Ramírez
- Jesús Julio
- Víctor Mendieta
- Percibal Piggott
- Thomas Dooley
- Cle Kooiman
- Alexi Lalas

Autoreti
- Javier Delgado Prado (contro il Messico)
- Desmond Armstrong (contro il Messico)

### Premi
- Golden Ball Award:  Ramon Ramírez
- Golden Boot Award:  Luis Roberto Alves